# Sarwadadi (Talun)
Sarwadadi is een bestuurslaag in het regentschap Cirebon van de provincie West-Java, Indonesië. Sarwadadi telt 2209 inwoners (volkstelling 2010).